# Stuart Weitzman
Stuart A. Weitzman (né en 1941) est un créateur de chaussures américain, entrepreneur et fondateur de la société de chaussures Stuart Weitzman. Weitzman a conçu des chaussures pour Beyoncé  et Taylor Swift,. En 2014, Weitzman a payé un record mondial de 9,48 millions de dollars pour le timbre magenta de la Guyane britannique 1c. En mai 2017, Stuart Weitzman Holdings, LLC, a nommé Giovanni Morelli directeur artistique et Weitzman a démissionné de son poste. 